# Hans Millonig
Johann Millonig detto Hans (Villaco, 11 settembre 1952) è un ex saltatore con gli sci austriaco.

## Biografia
Debuttò in campo internazionale in occasione della tappa del Torneo dei quattro trampolini di Innsbruck del 3 gennaio 1971 (74°). In Coppa del Mondo esordì nella gara inaugurale del 27 dicembre 1979 a Cortina d'Ampezzo (6°) e ottenne l'unica vittoria, nonché primo podio, il 21 marzo 1980 a Planica.
In carriera prese parte a un'edizione dei Giochi olimpici invernali, Lake Placid 1980 (25° nel trampolino lungo).

## Palmarès

### Coppa del Mondo
- Miglior piazzamento in classifica generale: 6º nel 1980
- 3 podi (tutti individuali):
  - 1 vittoria
  - 1 secondo posto
  - 1 terzo posto

#### Coppa del Mondo - vittorie
| Data          | Località | Nazione  | Trampolino   |
| ------------- | -------- | -------- | ------------ |
| 21 marzo 1980 | Planica  | Slovenia | Srednija K92 |

### Torneo dei quattro trampolini
- 1 podio di tappa:
  - 1 terzo posto

### Campionati austriaci
- 4 medaglie[1]:
  - 1 oro (nel 1972)
  - 1 argento (70 m nel 1979)
  - 2 bronzi (nel 1975; LH nel 1979)